# Anajás
Anajás là một đô thị thuộc bang Pará, Brasil. Đô thị này có diện tích 6921,71 km², dân số năm 2007 là 21307 người, mật độ 3,1 người/km².